# متروی مدلین
متروی مدلین (انگلیسی: Medellín Metro) سیستم قطار شهری در مدلین، کلمبیا است.
این مترو که در تاریخ ۳۰ نوامبر ۱۹۹۵ تأسیس شده دارای ۲ خط، ۲۷ ایستگاه و ۲۸٫۸ کیلومتر طول می‌باشد.

## نقشه

## نگارخانه

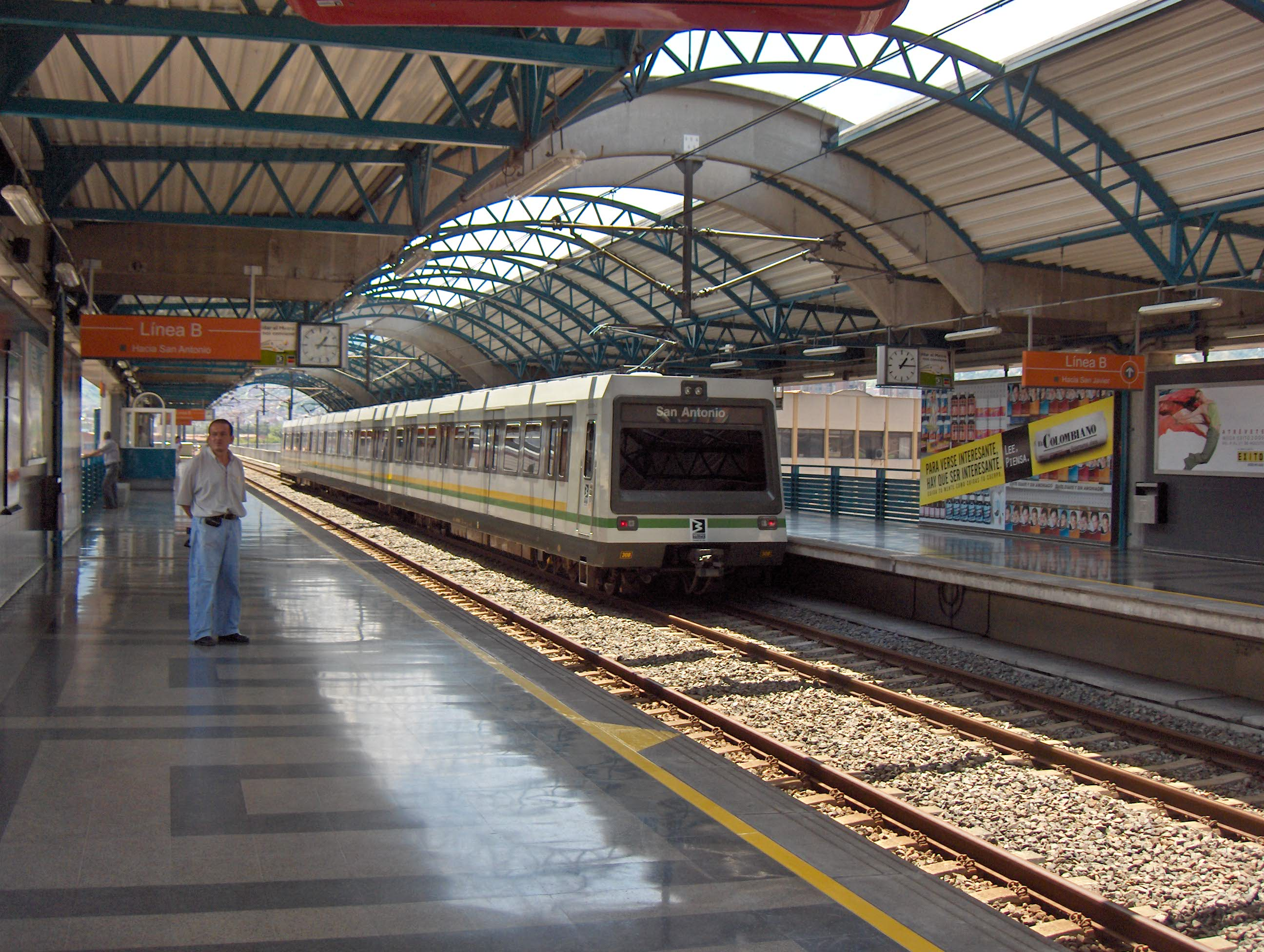
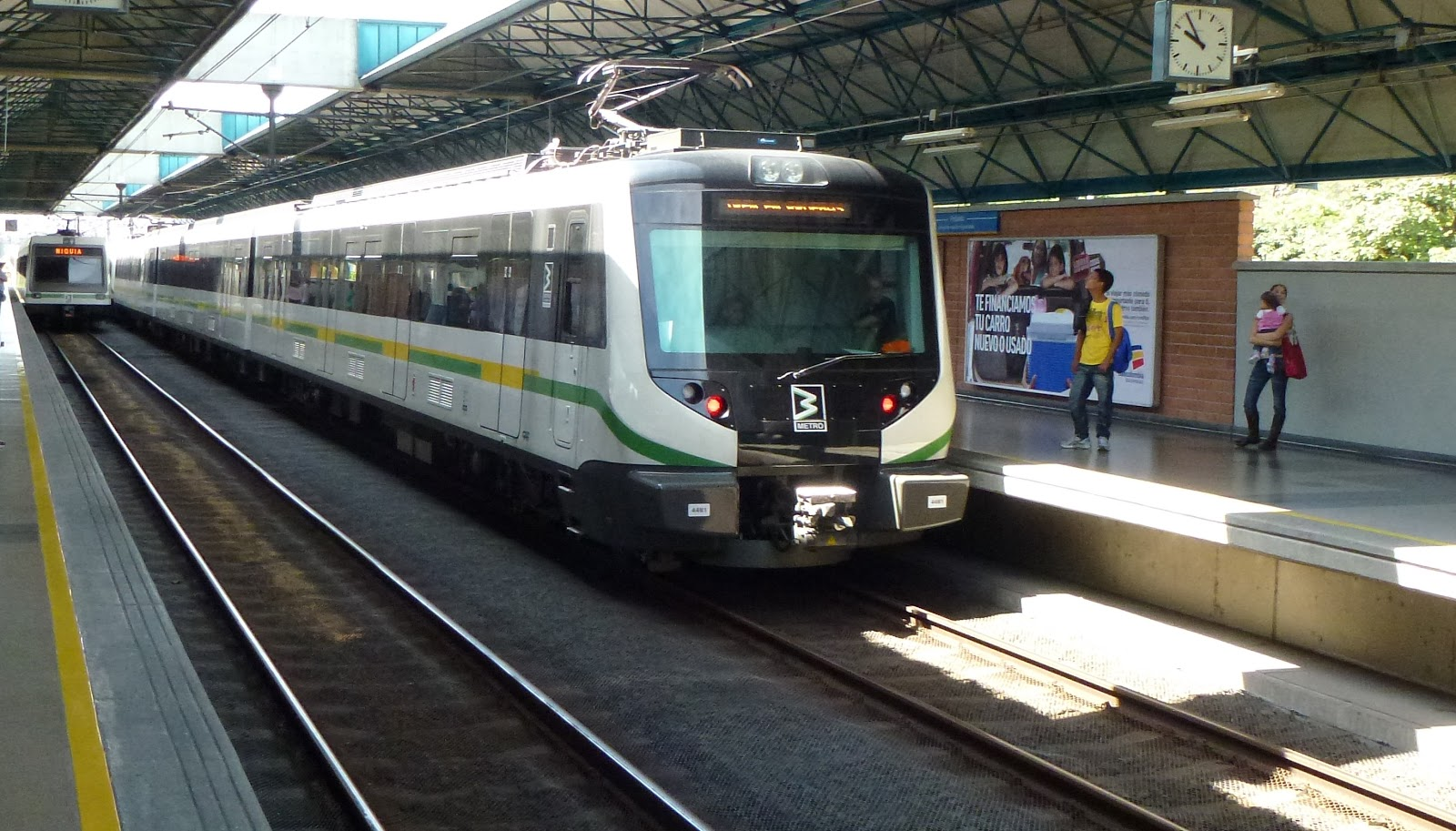
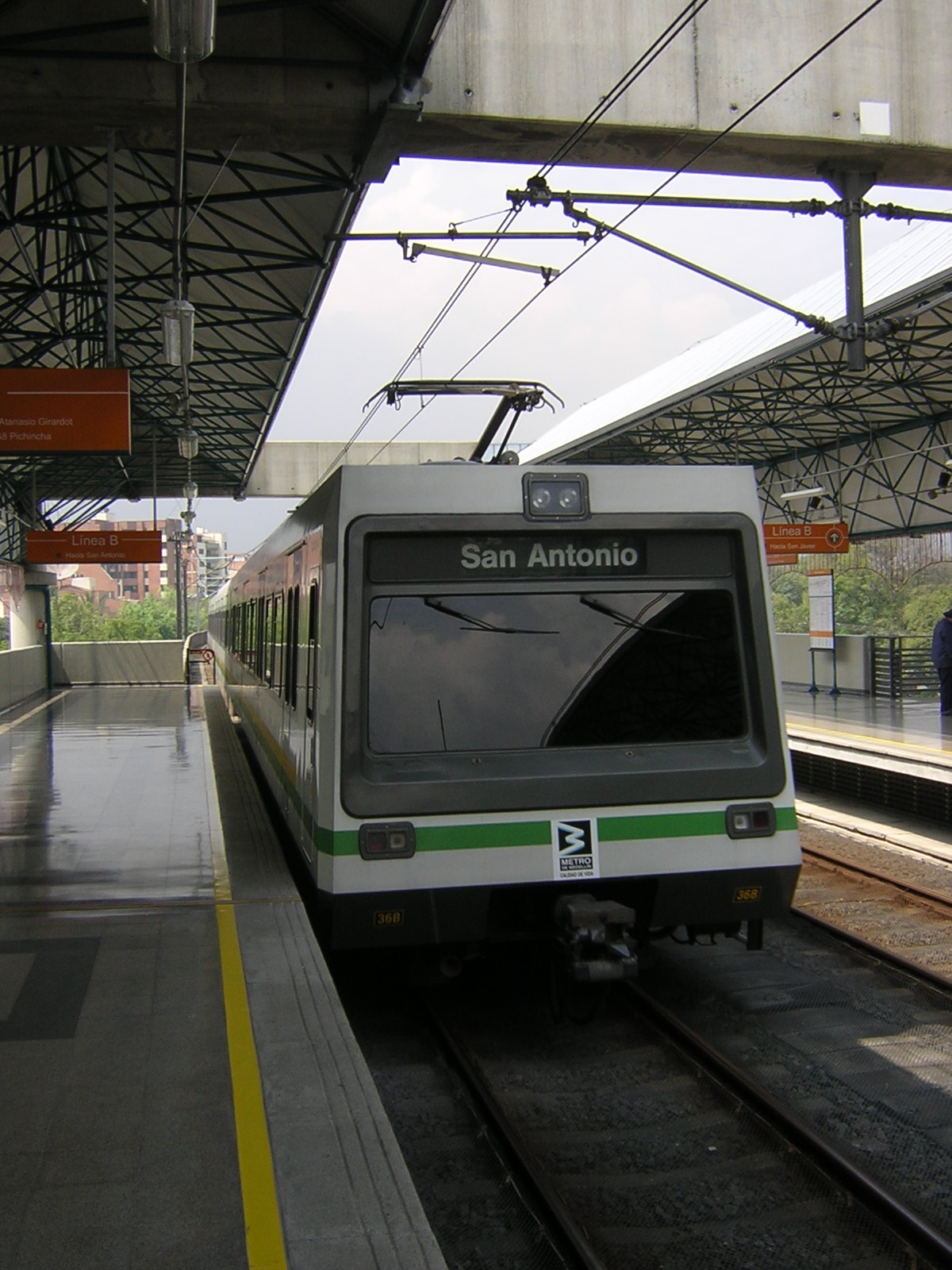
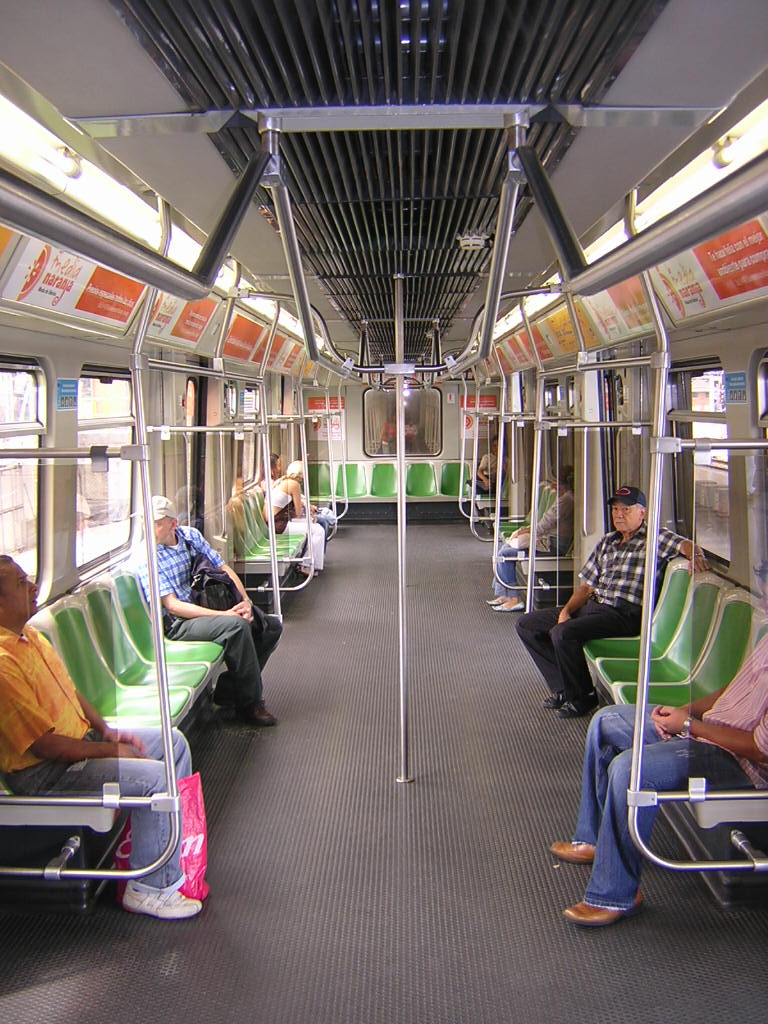